# Leucopis paracompacta
Leucopis paracompacta är en tvåvingeart som beskrevs av Tanasijtshuk 1986. Leucopis paracompacta ingår i släktet Leucopis och familjen markflugor.
Artens utbredningsområde är Uzbekistan. Inga underarter finns listade i Catalogue of Life.